# Fernand Guillou
Fernand Guillou (Montoire-sur-le-Loir, 6 gennaio 1926 – Antony, 7 ottobre 2009) è stato un cestista francese.

## Carriera
Con la Francia ha disputato i Giochi olimpici di Londra 1948, i Campionati europei del 1947, quelli del 1949 e i Campionati mondiali del 1950.

## Palmarès
- Campionato francese: 1

Parigi UC: 1946-47